# Indazol
Indazol – organiczny aromatyczny związek heterocykliczny, zbudowany ze sprzężonych pierścieni benzenowego i pirazolowego. Można go otrzymać z o-toluidyny, która pod wpływem azotynu izopentylu, bezwodnika octowego i octanu potasu przekształca się do nietrwałej soli diazoniowej, bardzo łatwo cyklizującej do acetyloindazolu. W ostatnim etapie usuwa się grupę acetylową poprzez hydrolizę w środowisku kwasowym.